# Hugo Álvarez
Pour les articles homonymes, voir Álvarez.
Hugo Álvarez, né le 2 juillet 2003 à Orense en Espagne, est un footballeur espagnol qui évolue au poste d'ailier gauche au RC Celta.

## Biographie

### En club
Né à Orense en Espagne, Hugo Álvarez commence le football avec le club local du Ourense CF (en). Il rejoint très jeune le centre de formation du Celta de Vigo.
Le 25 octobre 2021, Hugo Álvarez joue son premier match en professionnel avec l'équipe première du Celta Vigo, lors d'une rencontre de championnat face au Getafe CF. Il entre en jeu à la place de Denis Suárez et son équipe s'impose par trois buts à zéro,,.
Il poursuit toutefois sa progression avec l'équipe réserve du club pendant deux ans, s'y imposant comme l'un des joueurs clés, avant de faire son retour dans le groupe professionnel lors de la saison 2023-2024.
Le 15 mai 2024, Hugo Álvarez inscrit son premier but en professionnel, à l'occasion d'une rencontre de Liga face à l'Athletic Bilbao. Entré en jeu à la place de Manu Sánchez, il permet à son équipe de s'imposer par deux buts à un,,.

### En sélection
En janvier 2022, Hugo Álvarez est convoqué pour la première fois avec l'équipe d'Espagne des moins de 19 ans.